# بايو بايثون
مشروع بايو بايثون (بالإنجليزية: Biopython)‏ هو تجميعة لأدوات مفتوحة المصدر بلغة البرمجة بايثون لتطوير برمجيات للأحياء الجزيئي الحسابي، وكذلك المعلوماتية الحيوية.

## اقرأ أيضاً
- بايو جافا